# Neuroplasticidade

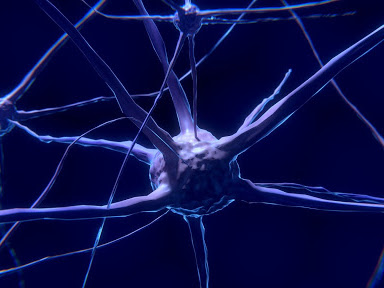
O neurônio é a unidade mínima do sistema nervoso.

Neuroplasticidade, também conhecida como plasticidade neuronal ou plasticidade cerebral, refere-se à capacidade do sistema nervoso central de adaptar-se e moldar-se a novas situações. O sistema nervoso central é uma estrutura que está em constante mudança, da qual a neuroplasticidade é uma propriedade integral, e a consequência de cada entrada sensorial, ato motor, associação, sinal de recompensa, plano de ação ou consciência. Assim, a neuroplasticidade não é um estado ocasional, mas sim o estado normal e contínuo do sistema nervoso central ao longo da vida.
Dessa forma, o sistema nervoso central é um sistema dinâmico, com possibilidades imensuráveis de adaptação, relativas às funções exigidas, às novas demandas ambientais, ou até mesmo, às limitações funcionais impostas por patologias, esta característica única faz com que os circuitos neuronais, que são coleções de neurônios agrupados em sistemas anatomicamente separados, sejam maleáveis, sendo a base da formação da memória e da aprendizagem.
A aprendizagem de novas competências é feita inicialmente através do reforço das conexões preexistentes, resultantes do sistema neural geneticamente controlado e diferente entre indivíduos, esse reforço é possível por meio influências ambientais, entrada aferente e demanda eferente. O comportamento é a manifestação do funcionamento coordenado de todo o sistema nervoso. Desde que a via de saída responsável por manifestar o comportamento seja preservada (mesmo que vias alternativas precisem ser desvendadas ou facilitadas), mudanças na atividade numa rede neural distribuída podem ser capazes de estabelecer novos padrões de ativação cerebral e sustentar a função.

## Tipos de neuroplasticidade
A neuroplasticidade é um processo coordenado, dinâmico e contínuo que promove a remodelação dos mapas neurosinápticos imediatamente, médio e longo prazo, de forma a otimizar e/ou adaptar a função dos circuitos neuronais. Esta remodelação envolve o estado basal da atividade neuronal e promove uma ruptura no balanço da atividade típica do cérebro, ao nível da libertação de neurotransmissores, morfogénese neural da glial e, também, em mudanças na formação das redes neuronais.
Assim, a plasticidade ocorre em variados níveis e inclui numerosos eventos, desde a abertura de certos canais iônicos que promovem despolarização das membranas dos neurônios, formação de potenciais de ação e a remodelação das estruturas sinápticas (nível celular/molecular). Além disso, a plasticidade leva à reorganização dos circuitos neuronais e mapas sinápticos a eles associados (nível de circuitos), criando conexões neuronais mais duradouras.
Na mudança da força de transmissão sináptica modelada pelo ritmo a que neurotransmissores são libertados e capturados que reside a base para o fenômeno de plasticidade. Esta dita as mudanças molecularmente complexas estruturais e funcionais ao nível sináptico que se reflete na dinâmica das redes neuronais.
A neuroplasticidade está, portanto, intimamente relacionada com a reestruturação cerebral promovida por mudanças coordenadas nas estruturas sinápticas e pela ação de proteínas associadas, que levam ao remapeamento dos circuitos neuronais e, por conseguinte, ao processamento de informação e formação da memória. De forma que, a neuroplasticidade e a neuromodelação têm um papel importante na alteração do estado de excitabilidade do cérebro e na regulação de estados comportamentais, assim como na adaptação a lesões ou eventos traumáticos.  Podemos, então, falar em plasticidade a um nível microscópico (plasticidade sináptica) e a em nível macroscópico (plasticidade de circuitos).

### Plasticidade sináptica

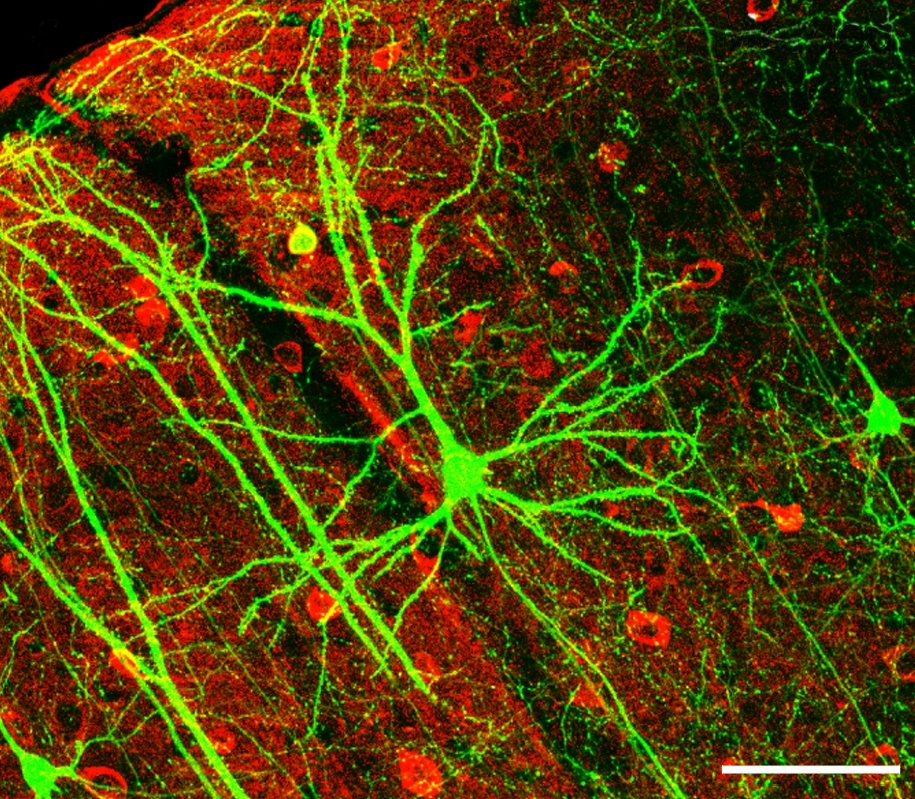
Corte coronal contendo o neurônio piramidal cronicamente imagiado (visualizado em verde por GFP) não apresenta coloração para GABA (visualizado pela coloração com anticorpos em vermelho)

Na sinapse podem ocorrer modificações que favorecem a plasticidade, tal como alterações robustas em escala intracelular, nomeadamente na expressão de proteínas essenciais à diferenciação sináptica e libertação de neurotransmissores; pode haver também, estimulação da formação de novas estruturas celulares (i.e., formação de espículas dendríticas) ou remodelação das estruturas já existentes — plasticidade estrutural.
Sabe-se ainda que a plasticidade sináptica pode ser vista em duas perspectivas distintas:
- Plasticidade hebbiana (que permite o controlo dinâmico da passagem de informação através da correlação coordenada entre neurônios); e
- Plasticidade homeostática (que promove a estabilidade dos circuitos neuronais)[10] .

Essa divisão equivale aos dois lados opostos da mesma moeda: formas duradouras de plasticidade sináptica chamadas de plasticidade hebbiana, incluindo a potenciação de longa duração (LTP) e depressão de longa duração (LTD) (associados normalmente a instabilidade), requerem a atividade sincronizada entre neurônios pré e pós-sinápticos que culmina numa potenciação da transmissão sináptica que pode durar de horas a meses.
Por outro lado, a plasticidade homeostática permite manter o equilíbrio entre a excitabilidade dos circuitos, funcionando como um mecanismo compensatório que opera por meio feedbacks negativos exercidos nas redes neuronais. Ambos os tipos de plasticidade têm em comum muitos mecanismos e partilham muitos componentes celulares e vias de sinalização associadas, sugerindo que são processos interrelacionados que ocorrem em paralelismo.

Representação da sinapse neuronal

### Plasticidade de circuitos/redes neuronais
Os neurônios estão conectados em circuitos neuronais por vários tipos de sinapses (excitatórias, inibitórias, químicas, elétricas) que exibem uma variedade de características e funções que moldam a força das transmissões sinápticas. Esse processo está inerente a cada circuito neuronal na forma de uma especificidade, que permite exibir um certo número de características muito particulares e, além disso, interagir com outros circuitos e permitir uma dinâmica única e controlada.
O sincronismo entre neurônios dentro de um certo circuito funcional é um ponto crucial para permitir uma potenciação de uma certa resposta ou função desse mesmo circuito levando, em última instância, a uma modelação via plasticidade e a um rearranjo da atividade neuronal associada.
A plasticidade de circuitos pode ser considerada, então, como a mudança na atividade e nas relações entre neurônios sincronizados em um circuito e a interligação que é feita com outros neurocircuitos; dois exemplos muito comuns são a plasticidade ao nível do córtex cerebral e a neurogénese.

### Plasticidade do córtex cerebral adulto
Todo o Sistema Nervoso Central (SNC), dando ênfase ao córtex cerebral (onde contemos as nossas representações sensitivas e motoras), são estruturas inteiramente dinâmicas. Este fenômeno de mudança contínuo, sugere que cada indivíduo apresenta uma representação somatotópica única dependente do uso (e.g., aprendizagem motora ou lesões), sendo uma característica também presente no indivíduo adulto.
O córtex cerebral tem capacidade plástica, a qual é importante em situação de lesão ao permitir que a perda de aferências específicas (e.g., amputação) são compensadas. No caso dessa perda não ultrapassar os limites anatômicos requeridos para que neurônios vizinhos tenham a capacidade de "se mudar" e projetar novas ramificações para campos adjacentes. De maneira que, acorrerá uma substituição dos campos receptores de uma maneira reversível, assim a zona do córtex das imediações irá assumir a função deste.
A ocorrência desse processo de mudança é imediato, podendo levar apenas minutos, e depende da dimensão espacial e da divergência entre os terminais provenientes do tálamo e os seus alvos, uma vez que se esta divergência ultrapassar os 4 mm os neurônios perdem a sua capacidade de mudar de campo receptor.
A capacidade de plasticidade cortical não ocorre somente após lesões, assim, mudanças plásticas são também visíveis após períodos de treino, e.g., o aumento da performance de uma habilidade motora após períodos de prática intensiva. Com isso, quando uma tarefa implica o uso seletivo, e.g., de uma parte específica do corpo, a área cortical correspondente a esta zona sofrerá hipertrofia, resultando numa invasão das zonas vizinhas as quais ficam comprometidas, devido ao aumento da carga cognitiva sobre estas, este mecanismo resulta da excitação simultânea dos neurônios pré e pós sinápticos levando à amplificação sináptica, a qual é descrita no mecanismo hebbiano.[carece de fontes?]

### Neurogênese em adulto
A descoberta da neurogênese pós-natal por Altman e Das, em 1960, veio contrariar o dogma de que os neurônios com que nascemos são os únicos que sempre teremos, que até esta data pensava-se ser verdade. Duas áreas foram identificadas com capacidade neurogênica: a zona subventricular (ZSV, Subventricular zone) que se situa lateralmente aos ventrículos cerebrais, e a zona subgranular (ZSG) do giro dentado no hipocampo. Estes neurônios têm origem em células estaminais neuronais adultas, tal processo é importante na recuperação e substituição de células nervosas lesionadas, como ocorre em doenças neurodegenerativas.
A formação de novos neurônios na vida adulta pode ser modulada, e depende muito do tipo de vida  levada a cabo pelos diferentes sujeitos. Assim, esta encontra-se fortalecida quando é realizado exercício físico e também quando somos expostos a um ambiente enriquecido, por outro lado a neurogênese está diminuída perante doenças como a depressão e o stress crônico.8
O processo de formação de novos neurônios no hipocampo adulto é composto por várias fases.
| Manutenção, ativação e seleção do destino das células estaminais | Neste grupo de células destacam-se as células percussoras radiais e as não radiais. As primeiras também classificadas como células do tipo I são células multipotentes com capacidade de se diferenciar em neurônios e astrócitos e de se autorrenovarem. A idade e as experiências demonstram ser os moduladores da sua ativação e manutenção. |
| Expansão das células neuronais progenitoras intermediárias       | Nesta etapa células do tipo I dão origem a células do tipo II (células progenitoras intermediárias), que vão dar origem às células do tipo III, os neuroblastos; estudos demonstram que a proliferação das células tipo II depende da atividade física e da toma de antidepressivos. |
| Migração das novas células granulares                            | Nesta etapa as novas células nervosas provenientes do giro dentado migram em direção à zona granular do hipocampo, emitindo axónios para CA3 e dendrites para a camada molecular. Por outro lado, durante esta fase, ocorre também uma extensa eliminação das novas células granulares eliminadas por fagocitose ou apoptose. |
| Integração das novas células                                     | É a interação das novas células granulares com os neurônios que fazem parte do circuito hipocampal que permite a integração das primeiras. A ativação inicial destas não requere interações sinápticas, dependendo do ambiente GABA envolvente. Depois interações sinápticas GABAérgicas provenientes de interneurônios ativam os novos neurônios. Estes estímulos excitatórios são convertidos em estímulos inibitórios, o que promove o aparecimento dos estímulos excitatórios levados a cabo pelo glutamato. Por fim, para completar a maturação das células granulares as sinapses GABAérgicas surgem na zona perisomática das sinapses. |
| Maturação                                                        | Esta fase ocorre durante várias semanas, e o que caracteriza mais os neurônios nesta fase é a sua capacidade sináptica aumentada. Esta particularidade é uma vantagem sobre os neurônios adultos, facilitando a sua integração nos circuitos, o que contribui para um aumento da plasticidade hipocampal. Quando são integrados nos circuitos do hipocampo estes neurônios são mantidos para o resto de vida. |

Estima-se que este processo possa demorar aproximadamente sete a oito semanas num cérebro jovem.

## Neuroplasticidade e Circuitos

### O ambiente e a plasticidade cerebral
O ambiente que nos rodeia está normalmente ligado à neuroplasticidade porque nos apresenta, a cada dia, novas experiências e, portanto, é necessária adaptação na resposta. Para estudar a influência do ambiente no cérebro recorrem-se a condições experimentais nas quais os animais vivem em ambientes enriquecidos, melhorando as interações cognitivas e sociais, bem como as capacidades sensitivas e motoras, assim potencializando a aprendizagem e memória.
Este modelo experimental facilita, ainda, o estudo das alterações plásticas que ocorrem nos cérebros jovens e em animais envelhecidos. Os animais que vivem nestas condições mostram melhoria na aprendizagem e memória e têm uma redução nas respostas de muitos neurotransmissores ao stress, melhorando a neurogênese numa zona chamada giro dentado do hipocampo, aumentando o peso e o tamanho do cérebro e melhorando a gliogênese, bem como a ramificação das dendrites e a formação de novas sinapses em muitas áreas do cérebro.
Com isso, esses ambientes enriquecidos fazem ainda com que os animais mostrem um aumento da expressão dos genes para o fator de crescimento nervoso (NFG), fator neurotrófico derivado da glia (GDNF) e fator neurotrófico derivado do cérebro (BDNF) em muitas áreas do cérebro. O BDNF, em particular, parece ser necessário para o melhoramento na aprendizagem e na neurogênese produzida no hipocampo destes animais.
Todos estes efeitos correlacionam-se com uma melhoria no desempenho dos animais envelhecidos em diferentes tarefas de aprendizagem. Assim, a ideia de que o cérebro envelhecido é altamente receptivo a desafios é altamente pertinente. Torna-se, portanto, evidente que o sucesso de um cérebro envelhecido é possível se as pessoas mantiverem certos hábitos saudáveis ao longo da vida.
Entre os hábitos e fatores de risco que se relacionam a manutenção da saúde neuronal temos: o número de calorias ingeridas, composição e qualidade da dieta, exercício físico e mental, não fumar, ter uma vida social ativa, usar efetivamente inovações tecnológicas para a comunicação social, manter uma vida emocional ativa e controlar o stress ao longo da vida.

### Neuroplasticidade e memória/aprendizagem
A capacidade do cérebro sofrer alterações sinápticas faz com que os circuitos neuronais sejam capazes de se transformarem, e é esta característica única que está na base da aprendizagem e da memória, assim, este é um processo constante e contínuo visto que está impreterivelmente ligado a uma adaptação ao ambiente circundante e às novas experiências que vão surgindo.
Na base do processo de aprendizagem e armazenamento de memória está o processo hebbiano de neuroplasticidade (plasticidade de longa duração — esta plasticidade está diretamente associada ao fortalecimento (LTP) ou enfraquecimento (LTD) de determinadas transmissões sinápticas e, por conseguinte, à adaptação dos circuitos neuronais procedente desta transformação. Esta mudança ao nível sináptico pode ocorrer em ambos os lados (pré e pós-sináptico), e é o principal suporte para que ocorram mudanças nos circuitos que levem ao armazenamento de vários tipos de memória (memória de procedimentos, declarativa, a curto prazo e a médio-longo prazo).
Além disso, os mecanismos moleculares associados à formação de memórias são semelhantes em várias espécies e parecem estar, de um ponto de vista evolucionista, conservados. Destaca-se que a potenciação de uma única sinapse não leva, por si só, à formação ou armazenamento de memórias complexas, mas sim pela mudança eficaz na força sináptica de um conjunto de neurônios de um determinado circuito que produz; promovendo uma alteração no ritmo da transmissão da informação que leva à produção das memórias. Dessa forma, estas mudanças incluem alterações morfológicas e estruturais das sinapses, produção de novas proteínas, alterações nos rácios de expressão de determinados receptores (AMPA, NMDA), que são essenciais à sinapse, neurogênese, glitogênese e reorganização nas arquiteturas axonal e dendrítica etc.
São inúmeras as zonas cerebrais onde se considera a ocorrência da plasticidade, mas é sabido da necessidade da contribuição de regiões específicas no córtex cerebral e no lobo médio-temporal para que ocorra a formação de novas memórias. A memória chamada de explícita (consciente) está relacionada com o lobo médio-temporal (onde está presente o hipocampo) — no qual ocorre o armazenamento de memórias de longo prazo, como famoso caso de Henry Molaison; esta região é, portanto, importante no processo de aprendizagem.
Além disso, a coordenação entre esta área e o córtex frontal e parietal parece estar envolvida no processo de reavivamento de memórias, por exemplo, a amígdala recebe informação do córtex e do tálamo e está relacionada com as respostas emocionais, principalmente com memórias e aprendizagem associada ao medo. A chamada memória implícita (subconsciente) envolve várias regiões cerebrais, principalmente áreas corticais que estão na base dos sistemas de percepção, conceptualização e movimento.
Desarte, a interação complexa entre estas variadas regiões cerebrais é a responsável pela formação de novas memórias e o seu armazenamento, assim como o processo de recordar. Apesar das estruturas celulares, como os neurônios ou células da glia, serem altamente estáveis, estes estão integrados em redes neuronais altamente dinâmicas e plásticas que se adaptam. O processo contínuo de flexibilidade cerebral está sujeito constantemente à influência de múltiplos fatores intrínsecos e extrínsecos, e proporciona a remodelação, readaptação e neuroadaptação dos circuitos neuronais em resposta ao ambiente.

### Idade e plasticidade neuronal
O envelhecimento do cérebro é um processo biológico muito complexo associado com a diminuição das funções sensoriais, motoras e cognitivas. A idade em si trata-se de um processo fisiológico normal que pode desenvolver-se sem o aparecimento de doenças. Considera-se que a população de sinapses neocorticais de uma pessoa com cerca de 120 anos e sem doenças pode diminuir para os níveis encontrados na doença de Alzheimer, com uma perda da conectividade intracerebral em torno de 40%. Assim, e tendo em vista a esperança de vida ao nascer, é importante entender os mecanismos não só ligados à longevidade, mas também aos fatores complexos que fazem os humanos mais vulneráveis às doenças neurodegenerativas.
Ao longo da vida, o cérebro altera a sua estrutura e função, atualmente sabe-se que estas alterações plásticas não são homogêneas e dependem da interação dos indivíduos com o ambiente. Pensa-se que a heterogeneidade das alterações encontradas nas diferentes áreas cerebrais está relacionada com os substratos neuronais existentes. Esta hipótese é suportada por descobertas que mostram que, com a idade, ocorrem alterações heterogêneas na morfologia dos neurônios e na densidade do tecido cerebral, bem como nas dendrites e na dinâmica e interação funcional entre os diferentes neurotransmissores.
Para melhor se compreender a plasticidade cerebral ao longo da vida, deve-se começar por entender que, com a exceção dos neurônios dos grupos celulares das monoaminas no mesoencéfalo e prosencéfalo basal e algumas áreas do córtex pré-frontal dorsolateral, não há uma perda significativa dos neurônios durante o processo típico de envelhecimento. De forma que, tem sido demonstrado sobretudo em áreas do cérebro relacionadas com a aprendizagem, memória e outras funções cognitivas centradas no hipocampo e no córtex cerebral de roedores, primatas e humanos; verificando-se que os ramos das dendrites no córtex cerebral e no hipocampo não parecem alterar com a idade.
Contudo, outras regiões do cérebro, particularmente algumas áreas do córtex pré-frontal e hipocampo, sofrem uma diminuição do volume com a idade, e esta diminuição pode ser produzida pela diminuição da densidade sináptica. Considera-se que os fatores neurotróficos constituem um papel fundamental no processo de envelhecimento cerebral, sendo responsáveis por promover a sobrevivência neuronal, a ramificação das dendrites e estão envolvidos no processo de aprendizagem.
De fato, sabe-se que a expressão de fatores neurotróficos, como o fator neurotrófico derivado do cérebro (BNDF), no hipocampo diminui com a idade, e estas diminuições podem contribuir, subsequentemente, para a diminuição da cognição. Do mesmo modo, um deficit na expressão dos genes que codificam os fatores neurotróficos também aumentam a vulnerabilidade celular durante o envelhecimento e as doenças neurodegenerativas.

### Neuroplasticidade e Audição
O sentido da audição está presente no último trimestre de gestação e os sons ambientes que o feto consegue detectar vão através dele preparar o cérebro para vida no mundo em que vai entrar. O sistema auditivo é formado pelo órgão sensorial da audição, pelas vias auditivas do sistema nervoso e por estruturas cerebrais que recebem, analisam e interpretam as informações sonoras. Por meio da audição, recebemos estímulos sonoros, e quanto mais estímulos recebemos, mais preparados estaremos para interagir com outros indivíduos. No entanto, nem sempre temos a integridade completa do sistema auditivo, e o impacto desta privação sensorial na vida de um indivíduo é significativo, pois esta não afeta somente a capacidade em compreender adequadamente as informações sonoras, mas principalmente o modo de se relacionar com o meio que está inserido.
Sabe-se que a deficiência auditiva diminui a capacidade de perceber os sons, ocasionando muitas limitações, tanto no desenvolvimento do indivíduo, como nos aspectos sociais e emocionais. A capacidade de mudanças anatômicas e/ou funcionais no sistema responsável pelas informações auditivas é denominada plasticidade auditiva, ou seja, pode-se definir como sendo a modificação por meio do aprimoramento de células nervosas pelas influências do meio ambiente, sendo assim, as alterações comportamentais observadas após a realização de um implante coclear ou um aparelho auditivo, são evidências da ocorrência do fenômeno plástico, demonstrando a capacidade do sistema nervoso central adaptar-se a novas sensações auditivas, após períodos variáveis de privação sensorial.

#### Neuroplasticidade e audição em crianças
O sistema auditivo não está completamente desenvolvido ao nascimento, e sua maturação ocorre após o início do funcionamento da orelha interna. A capacidade de plasticidade dos neurônios que compõem os sistemas sensoriais é fundamental durante a fase inicial da vida, tanto no período intrauterino, quanto no neonatal, garantindo a consolidação do seu desenvolvimento.
Atualmente, sabe-se que as experiências auditivas que a criança tem nos primeiros anos de vida, serão fundamentais para que ela se torne uma boa ouvinte e apresente um maior repertório palavras, além de ter o desenvolvimento da cognição, socioemocional e habilidades linguísticas imprescindíveis para o desenvolvimento infantil, resultando assim em uma melhor percepção auditiva.
A deficiência auditiva é o déficit sensorial mais frequente em humanos, com incidência que varia de 1:300 a 1:1.000 crianças, dessa forma, a importância de um diagnóstico precoce é fundamental para minimizar esses danos, proporcionando melhores oportunidades para a aquisição das habilidades auditivas e de linguagem em relação às crianças diagnosticadas mais tardiamente, fazendo com que alcancem o desempenho comunicativo muito próximo ao das crianças ouvintes. Outro ponto fundamental para o diagnóstico precoce da deficiência auditiva é que a estabilidade neural referente à idade pode sofrer alteração, e o processo de mudança plástica no sistema nervoso auditivo tornar-se mais lento em sistemas nervosos maduros.
Após o diagnóstico precoce da deficiência auditiva e o acesso ao aparelho de amplificação sonora individual (AASI) ou ao implante coclear, a reabilitação auditiva é necessária. A reabilitação auditiva se trata de um conjunto de técnicas para fazer com que a criança descubra o quanto ouvir lhe dará prazer.

#### Neuroplasticidade e audição em adultos
Em adultos, o impacto da deficiência auditiva pode associar-se ao declínio cognitivo, depressão e redução do estado funcional, principalmente para sujeitos que apresentam a perda e, no entanto, não foram tratados ou sequer avaliados precocemente.
Como dito anteriormente, a estabilidade neural pode sofrer alteração com o passar dos anos, e o processo de mudança plástica no sistema nervoso auditivo torna-se mais lento, porém isso não quer dizer que ele não ocorra, a pessoa adulta mostra também capacidade de se alterar e de se adaptar a várias situações. Espera-se que os processos plásticos tenham menos eficiência com o decorrer da vida, no entanto, os mecanismos de plasticidade não terminam definitivamente em uma idade específica.
Durante a reabilitação auditiva em adultos, ocorrem frequentemente queixas relacionadas à compreensão auditiva, sendo necessário, portanto, o treinamento auditivo associado, promovendo prognóstico efetivo. Um dos princípios do treinamento auditivo é desenvolver a neuroplasticidade, a fim de gerar mudanças na morfologia e no desempenho auditivo após a estimulação da audição, permitindo que o paciente possa ressignificar cada som que escuta.

#### Neuroplasticidade e audição em idosos
O envelhecimento refere-se a um conjunto de mudanças que o ser humano sofre pela passagem do tempo, essas mudanças são irreversíveis e resultam em consequências na saúde geral dos indivíduos, comprometendo as funções biológicas, fisiológicas, psicológicas e sensoriais. Entre as alterações sensoriais que se manifestam na senescência está a diminuição da acuidade auditiva, sendo também chamada de presbiacusia.
A presbiacusia é uma perda auditiva do tipo sensorioneural, na qual tanto as células ciliadas da cóclea, como também em menor grau, as células do gânglio espiral do nervo vestibulococlear podem ser afetadas. Com relação à etiologia, é considerada uma doença multifatorial, influenciada por condições extrínsecas em conjunto ao envelhecimento geneticamente estabelecido. Alguns fatores agravantes são: exposição aos ruídos ocupacionais e não-ocupacionais, uso de medicamentos ototóxicos, doenças em geral como diabetes, hipertensão ou vasculares, infecções e histórico familiar.
Antigamente, pensava-se que a plasticidade não ocorria em pessoas de idade avançada e que estaria bastante diminuída no sistema nervoso do adulto. Porém, atualmente, observou-se que o sistema nervoso de uma pessoa adulta mostra também capacidade de se alterar e de se adaptar a várias situações. Tendo em vista que um certo grau de neuroplasticidade se mantém durante a senescência, é recomendado a esse público o treinamento auditivo no período de reabilitação, sendo o mesmo realizado de forma frequente com atividades intensas e desafiadoras. Além disso, deve-se ensinar estratégias de audição e comunicação a portadores de deficiência auditiva, de modo a provocar alteração das associações corticais.
A estimulação das habilidades auditivas que deve ocorrer no treinamento auditivo é fundamentada no princípio da neuroplasticidade, ou seja, na possibilidade que o cérebro tem de criar novas conexões em respostas às solicitações a que é submetido. A repetição de uma mesma tarefa favorece o aumento do número de sinapses presentes nos circuitos neuronais envolvidos, indicando uma correlação neurofisiológica com o aprendizado. Além de auxiliar o desenvolvimento de habilidades em quem tem diagnosticado algum distúrbio no processamento auditivo, tais atividades podem melhorar a competência em processar os sons, independentemente da faixa etária.

### Influência do estresse e depressão na plasticidade neuronal
A depressão é uma doença de ordem neuropsicológico que se caracteriza por afetar o humor, cognição e ansiedade. A doença se manifesta com mudanças que estão na base da formação neuropatologica ao nível corporal (anedonia, função anormal do eixo HPA, alterações comportamentais) e, especialmente, ao nível dos circuitos neuronais, como redução do volume hipocampal, na neurogênese adulta e na neuroplasticidade. Dessa forma, são diversificados os fatores que originam a depressão, desde fatores genéticos, epigenéticos e ambientais.
Já o stress é a principal causa de estados depressivos, enquanto que o stress crônico pode levar à disrupção no balanço das funções e características dos circuitos neuronais, principalmente por provocar sobreprodução de glucocorticoides. Assim, dada a atuação ao nível dos circuitos límbico-corticais que o stress induz respostas endócrinas e comportamentais. Esta atuação interfere com a dinâmica e a conectividade dos circuitos atingidos, designadamente no hipocampo, núcleos do tronco cerebral, hipotálamo, amígdala, estriado dorsal e ventral, córtex médio-frontal e orbito-frontal e provoca alterações na neuroplasticidade desses mesmos circuitos.
Sabe-se que a deficiência auditiva diminui a capacidade de perceber os sons, ocasionando muitas limitações, tanto no desenvolvimento do indivíduo como nos aspectos sociais e emocionais.
Mais especificamente, no hipocampo e no córtex médio-frontal ocorrem mudanças drásticas causadas pela redução na expressão dos receptores para glucocorticoides, influenciando os níveis de glucocorticoides no sistema. Isto tem repercussões ao nível da plasticidade molecular e celular (menor neurogênese adulta, expressão de proteínas importantes na sinaptogênese, diferenciação sináptica e menor complexidade dendrítica), que, ao nível dos circuitos, caracteriza-se por atrofia de certas conexões, reorganização funcional de circuitos específicos (e.g., redução no número de interações neurônios-glia), menor interconectividade geral e diminuição da capacidade plástica cerebral. Como esperado, podem ocorrer alterações funcionais e estruturais muito semelhantes nas mesmas regiões na depressão.
Estudos evidenciam que a dinâmica dos circuitos é totalmente alterada: inibição, via optogenêtica, das projeções da amígdala basolateral (BLA) para o núcleo accumbens (NAc) e estimulação das projeções da área tegmental ventral (VTA) para o NAc provocam alterações significativas na resposta e dinâmica neuronal dessas regiões, induzindo estados de depressão.

### Neuroplasticidade e Acidente Vascular Encefálico
Após casos de Acidente Vascular Encefálico (AVE), parte do cérebro sofre danos (seja por hemorragia ou por oclusão) um dos quais a isquemia (falta de oxigênio e de glucose) e se esta for suficientemente severa e prolongada podem levar a infarto, com consequente morte celular. Tudo isto leva a alterações nas redes neuronais e enfraquecimento do sistema sensitivo, motor e cognitivo. A recuperação que ocorre após AVE não restabelece totalmente as funções iniciais, visto que há perda de neurônios que desempenham funções altamente específicas, sendo assim, é difícil distinguir se a extensão da recuperação se deve a uma verdadeira recuperação, a uma compensação comportamental ou à combinação de ambas.
Muitos dos mecanismos que estão por base na recuperação são muito similares aos envolvidos na plasticidade do cérebro não lesado, sendo que a recuperação após lesão cerebral pode continuar durante anos com a capacidade de reorganização do cérebro adulto. A recuperação do AVE pode ocasionar em mudanças, tanto estruturais como funcionais, dos circuitos neuronais que possuem funções relacionadas com aquelas que os circuitos que foram afetados possuíam, os quais seguem as mesmas regras que apresentam quer durante o desenvolvimento do sistema nervoso quer por experiências que sejam dependentes de plasticidade. Na sequência do AVE existem dois fatores que permitem a plasticidade no cérebro adulto: uma enorme quantidade de concessões difusas e redundantes no SNC e a formação de novos circuitos estruturais e funcionais através do remapeamento entre zonas corticais relacionadas.
O processamento sensorial e motor é tipicamente controlado pelos neurônios do hemisfério oposto (contralateral). Contudo existem algumas vias ipsilaterais, onde o cérebro lesado restaura a função através de redes neuronais que envolvem regiões do cérebro tanto a montante como a jusante da região afetada pelo infarto. O uso de regiões contra lesionais (hemisfério contrário ao onde ocorreu a lesão) na recuperação, reduz a ativação da lateralização.
No entanto, as recuperações mais bem sucedidas ocorrem em indivíduos que apresentam padrões normais de lateralização relativamente à ativação sensorial no hemisfério em que o AVE tenha ocorrido, enquanto que doentes com derrames maiores, que muitas vezes mostram ativação bilateral cortical, normalmente apresentam menor recuperação completa. A ativação bilateral pode, portanto, indicar uma incapacidade dos mecanismos compensatórios para restaurar predominantemente uma normal ativação sensorial lateralizada. Assim, apesar desta lateralização ser potencialmente complexa, pode refletir tanto o grau da lesão como o grau de extensão da recuperação. Com isso, indicando que mesmo em adultos há uma intensa competição por território cortical disponível.
No caso do AVE, o remapeamento cortical é tanto dependente da atividade como também baseado na competição. Dessa maneira, a aprendizagem induz mudanças nos circuitos cerebrais e a aquisição de novas habilidades promove a modificação das redes neuronais. Assim sendo, é provável que a re-aprendizagem, que é a base da reabilitação em casos de AVE, use princípios similares nos circuitos lesionados. Um ambiente enriquecido aplicado a adultos estimula a neurogênese, tanto básica, como a resultante por isquemia, sendo assim possível que os neurônios, oligodendrócitos ou astrócitos recém-formados afetem positivamente a plasticidade e a recuperação funcional após AVE. A angiogênese, possui também um papel muito importante na remodelação do tecido cerebral isquêmico.
A reorganização cortical após lesão por AVE pode ser comparada com a que ocorre durante o desenvolvimento normal. Assim, evidencia-se que são expressos durante o desenvolvimento cerebral, em níveis máximos, muitos genes e proteínas importantes para o crescimento neuronal, partenogénese e proliferação de espículas dendríticas, e que estes vão diminuindo ao longo do tempo.
Contudo, após AVE é visto um aumento destes níveis (período crítico), dando uma maior importância à rápida restauração de funções. Alguns dos circuitos que sobrevivem a um AVE (parcialmente afetados) tendem a apresentar sinais sensoriais e comandos motores por mecanismos de plasticidade homeostática e hebbiana, e ajudam a criar circuitos de compensação após o AVE. Estas conexões coincidentemente ativas formam um circuito comportamentalmente relevante, e são, posteriormente, selecionadas para a retenção ou fortalecimento. Por outro lado, as conexões sinápticas que são ativadas fora dessa fase podem ser incorretamente ligadas e sendo, assim sendo são enfraquecidas.

### Doenças neurodegenerativas e plasticidade
Os indivíduos que apresentam um quadro clínico de doença de Alzheimer, ou de qualquer outra doença neurodegenerativa, apresentam perda neuronal acentuada, o que leva a alguns danos que são facilmente perceptíveis, contudo a constante instabilidade que estes doentes exibem não pode ser explicada apenas pela perda ou ganho de células nervosas, sendo provável que variações na atividade das redes neuronais e, também, pela possibilidade de intoxicação por acumulação de proteínas anormais (que ocorrem em quase todos estes tipos de doenças), pois estas instabilidades são muito rápidas e reversíveis, não suportando a responsabilidade da perda de células neuronais.
Os aglomerados de proteínas anormais desencadeiam atividade neuronal descontrolada e ativam mecanismos compensatórios, tanto em receptores de neurotransmissores como nas vias de sinalização que lhes são associadas, desencadeando assim perdas sinápticas, desintegração de redes neuronais e, por último, falha de função neurológica.
A eliminação das proteínas anormais pode reverter os déficits neurológicos, mesmo sem a alteração do número de neurônios, pois a plasticidade neuronal permite que o cérebro funcione bem mesmo com alguma perda neuronal, sendo altamente adaptativa tanto na saúde, como na doença. O cérebro não doente apresenta sistemas neuronais compostos por estruturas diferentes que têm a capacidade de efetuar a mesma função ou produzir o mesmo resultado, tendo assim diferentes capacidades para manter as funções neurológicas.
Considera-se que estas proteínas causam diminuição da integridade e função de terminações pré-sinápticas e especializações pós-sinápticas, com muitos mecanismos podendo estar envolvidos, como a toxicidade, inflamação, stress oxidativo, entre outros processos.
As alterações crônicas na plasticidade das sinapses e do sistema de neurotransmissão podem afetar a sinalização dependendo da atividade ou mesmo da expressão genética, resultando na desintegração de circuitos neuronais e, consequentemente, na perda de função neuronal. Na doença de Alzheimer, a perda de sinapses excede a perda de neurônios, correlacionando melhor a depleção de sinapses e proteínas sinápticas do que a abundância de placas ou de tranças fibrilares.
As redes de circuitos neuronais possuem uma variedade de células da glia que estabelecem com os neurônios interações complexas e recíprocas, assim, a acumulação de proteínas anormais pode danificar os neurônios por meio da produção de fatores neurotóxicos, pela micróglia ou danos nas funções de suporte das astroglias. Com isso, quase todos os processos patogênicos ativam mecanismos compensatórios, com a distinção entre uma anormalidade como alteração compensatória em oposição a uma compensação co-patogênica sendo necessária, podendo os tratamentos piorarem a doença.
Embora a prevenção precoce da perda neuronal é claramente um objetivo importante, também sendo relevante reconhecer que uma parte dos déficits associados com doenças neurodegenerativas, pode refletir uma disfunção reversível da rede de circuitos. Entretanto, ainda cabe a necessidade de estudos multidisciplinares para definir melhor a disfunção em redes neuronais chaves em diferentes doenças neurodegenerativas — a importância da reversibilidade destas disfunções for confirmada pode tornar possível o encurtamento de ensaios clínicos e avaliar a grande diversidade de componentes terapêuticos.